# Heinrich Heilinger
Heinrich Heilinger (eigentlich Karl Franz Johann Anton Leopold Heilinger; * 28. Jänner 1899 in Wien; † 7. April 1945 in Maria Anzbach) war ein österreichischer Schauspieler bei Bühne und Film.

## Leben und Wirken
Der Sohn des Fabrikanten Carl Heilinger und seiner Frau Caroline, geb. Strasser, absolvierte zunächst eine landwirtschaftliche Ausbildung. Der Erste Weltkrieg beendete dies, er wurde Soldat und Artillerieoffizier. Nach Kriegsende studierte er in Wien an der Staatsakademie für Musik und darstellende Kunst, wo er zum Schauspieler ausgebildet wurde.
Seit den 1920er Jahren spielte Heilinger Theater und hatte sein erstes Engagement am Stadttheater Plauen (1922/23). Danach vollzog er jährliche Wechsel und trat am Neuen Schauspielhaus Königsberg, am Hessischen Landestheater Darmstadt, an verschiedenen Bühnen in seiner Heimatstadt Wien, am Schauspielhaus Zürich, in Bochum/Duisburg sowie an den Städtischen Bühnen Frankfurt auf, ehe er seit Beginn des darauffolgenden Jahrzehnts in der deutschen Reichshauptstadt wirkte. Dort sah man ihn u. a. am Berliner Theater, dem Deutschen Theater, dem Schiller-Theater, dem Theater in der Stresemannstraße und dem Deutschen Volkstheater. In späteren Jahren wirkte er auch als Spielleiter. Zu seinen wichtigen Bühnenrollen gehörten unter anderem Orest, Jedermann, Marquis von Posa und Danton. Seine letzte nachweisliche Spielzeit verbrachte Heilinger an den Wiener Kammerspielen.
Vor der Kamera gab Heilinger mit Anbruch des Tonfilmzeitalters seinen Einstand. Sein erster Film war 1914, die letzten Tage vor dem Weltbrand. Seit 1930 wirkte er in sehr unterschiedlichen Genres – Komödien, Heimatfilmdramen, historische Filmstoffe und Wiener Volksstücke – mit, darunter zwei massiv tendenziöse NS-Filmprojekte: Die an das Schicksal von Horst Wessel angelehnte Pseudobiografie Hans Westmar und der antisemitische Hetzstreifen Wien 1910, sein letzter Leinwandauftritt. Mehrfach wurde Heilinger als Akademiker besetzt, verkörperte aber auch mal einen Barbesitzer, einen Regierungsbeamten oder einen Schmied.
In der Spätphase des Zweiten Weltkriegs wurde Heinrich Heilinger zur Wehrmacht eingezogen und stieg bis zum Oberfeldwebel auf. Einen Monat vor Kriegsende kam er in Unteroberndorf in der niederösterreichischen Gemeinde Maria Anzbach ums Leben und wurde zunächst vor Ort beigesetzt. 1980 wurde er zum Soldatenfriedhof Oberwölbling umgebettet.

## Filmografie
- 1930: 1914, die letzten Tage vor dem Weltbrand
- 1930: Fra Diavolo
- 1931: Kaiserliebchen
- 1932: Rasputin
- 1932: Kavaliere vom Kurfürstendamm
- 1932: Unheimliche Geschichten
- 1933: Spione am Werk
- 1933: Heideschulmeister Uwe Karsten
- 1933: Hans Westmar
- 1933: Drei Kaiserjäger
- 1940: Im Schatten des Berges
- 1940: Der liebe Augustin
- 1941: Liebe ist zollfrei
- 1941: Wetterleuchten um Barbara
- 1942: Wien 1910